# Antonio Vitale Bommarco

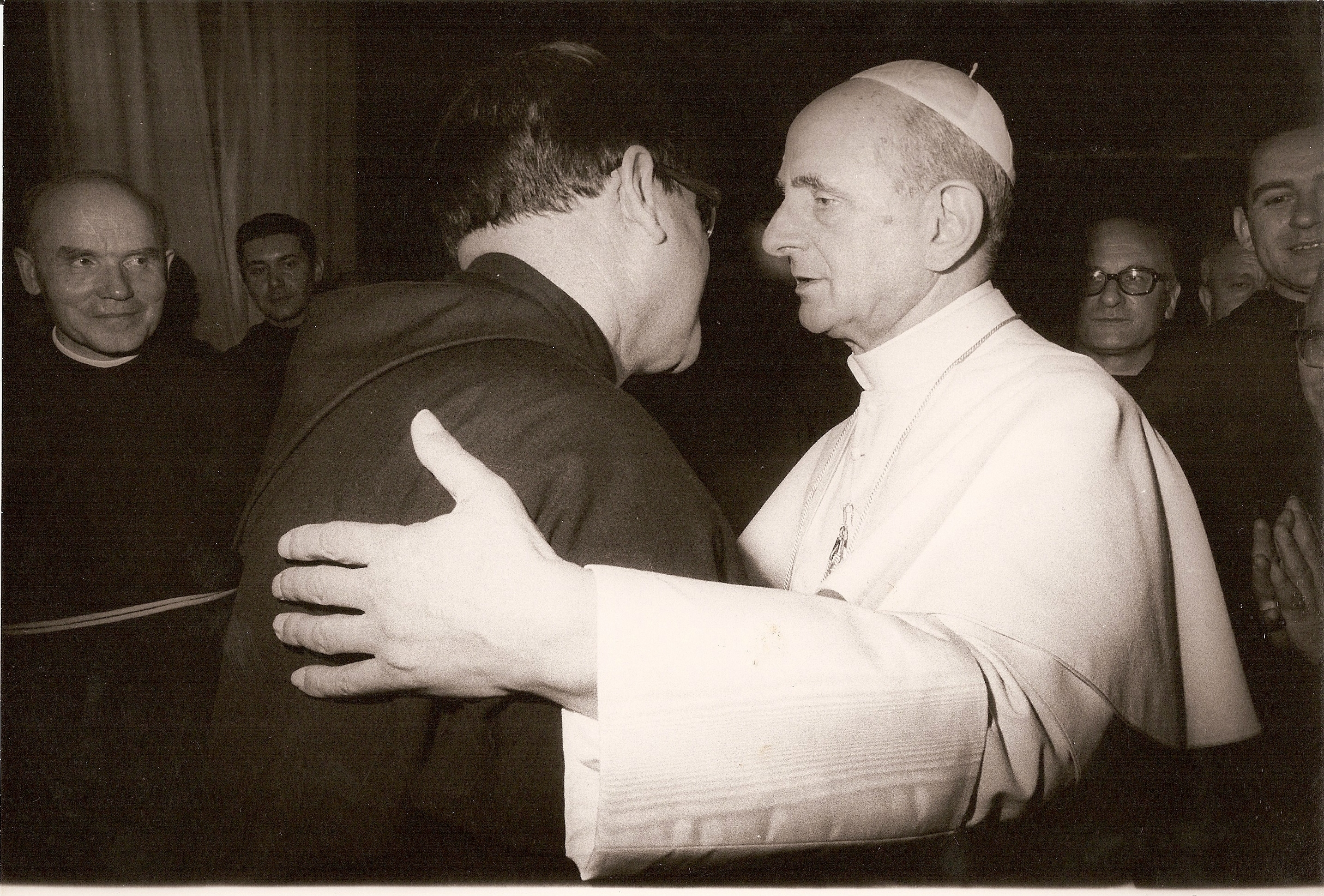
Antonio Vitale Bommarco wita się z papieżem Pawłem VI, 1975

Antonio Vitale Bommarco (ur. 21 września 1923, zm. 16 lipca 2004) – włoski duchowny katolicki, franciszkanin konwentualny.
Święcenia kapłańskie otrzymał 8 grudnia 1949; 11 listopada 1982 mianowany arcybiskupem Gorizia e Gradisca, konsekracji dokonał 6 stycznia 1983 w Watykanie Jan Paweł II. Pełnił posługę biskupią do czerwca 1999; w tym okresie archidiecezja została przemianowana na Gorizia (1986). Wśród biskupów, w których konsekracjach uczestniczył, był m.in. jego następca na arcybiskupstwie Gorizia, Dino De Antoni.